# Баудиссин, Вольф Генрих
Граф Вольф Генрих Фридрих Карл фон Баудиссин (нем. Wolf Heinrich Friedrich Karl rigsgreve von Baudissin; 30 января 1789, Ранцау — 4 апреля 1878, Дрезден) — датский дипломат, немецкий писатель и переводчик. Брат Отто Фридриха Магнуса фон Баудиссина.

## Биография
Представитель родовитой голштинской аристократии (западнославянского происхождения). Родился 30 января 1789 года, по разным данным — в Ранцау или Копенгагене.
По окончании университетских занятий (изучал право в Киле, Гёттингене и Гейдельберге) поступил на датскую государственную службу секретарём посольства и в этой должности между 1810—1814 годами был в Стокгольме (жил у своего дяди Магнуса фон Дерната), Вене, Париже; летом 1813 года за свои симпатии к немцам был заключён на 6 месяцев в крепость Фридрихсорт.
Позднее он предпринял продолжительное путешествие в Италию, Францию и Грецию, а с 1827 года жил в основном в Дрездене, где принимал участие в переводе сочинений Шекспира на немецкий язык, предпринятом Шлегелем и Тиком. Баудиссин перевёл также четыре изданных Тиком юношеских произведения Шекспира: «Eduard III», «Thomas Cromwell», «Oldcastle» и «Der londoner Verschwender» (Штутгарт, 1836 года).
Самостоятельно Баудиссин издал ряд переводов английских драм елизаветинского времени под заглавием «Ben Ionson und seine Schule» (2 тома, Лейпциг, 1836). С того времени Баудиссин обратился также к произведениям старинной немецкой литературы, издал «Iwien mit dem Löwen» Гартмана фон-дер-Ауэ (Берлин, 1845) и «Wigalois» Вирнта фон-Гравенберга (Лейпциг, 1848). Наконец, Баудиссин перевёл также комедии Мольера (4 т., Лейпциг, 1865—67), в которых места, написанные александрийскими стихами, он передал, применяясь к немецкой сцене, пятистопными ямбами. Ему же принадлежит перевод «Dramatische Sprichwörter» Кармантеля и Леклерка (2 т., Лейпциг, 1875). 
Умер 4 апреля 1878 года в Дрездене. Похоронен на Троицком кладбище.